# MBB ランピリダエ
MBB ランピリダエ
ドイツ博物館に展示されているランピリダエの風洞実験用模型
- 用途：戦闘機
- 分類：ステルス機
- 製造者：メッサーシュミット・ベルコウ・ブローム（MBB）
- 生産数：0機
- 運用状況：計画中止

MBB ランピリダエ（MBB Lampyridae）は、1980年代にドイツのメッサーシュミット・ベルコウ・ブローム（MBB）社によって計画されたステルス戦闘機。MRMF（Medium Range Missile Fighter：中距離ミサイル戦闘機）とも呼ばれる。

## 設計と開発
ランピリダエの開発は、ステルス性によって近距離でのドッグファイトを回避できる安価な軽戦闘機として、ドイツ空軍との契約に従って1981年から1987年にかけて行われた。機体形状はアメリカのステルス攻撃機F-117と同様に、ステルス性を重視した複数の平面からなる多面体であり、機体前面のレーダー反射断面積（RCS）を従来の戦闘機から約20 - 30デシベル低い値にまで抑えることを目標としていた。
1985年から低速用の1/3.5スケール模型と遷音速用の1/20スケール模型を用いた風洞実験が開始され、多面体の機体形状にもかかわらず良好な空力特性を見せた。その後1987年にオランダのエメロールトにあったドイツ・オランダ共用の風洞で、3/4スケールの飛行不可能な有人模型によって、220 km/hでの飛行を想定した15回の実験が実施された。また、これらと平行して実物大模型を用いたRCSの試験も行われていた。開発計画はほどなくして中止されたが、その理由は明らかにされていない。
ランピリダエの開発はF-117とその試作機であるハブ・ブルーとは独立して行われていたが、同様のアプローチに基づいていた。1987年にアメリカ空軍の士官たちがバイエルン州のオットブルンにあるMBB社の閉鎖されたセクションで保管されていた風洞実験用模型を見せられたことによって、アメリカでランピリダエの設計が知られることになった。

## 要目（3/4スケール模型）
出典：Gerhard Neumann Museum
- 乗員：1名
- 全長：12.0 m（実物大模型：16.0 m）
- 翼幅：6.0 m